# Stiftskirche St. Georg (Grauhof)

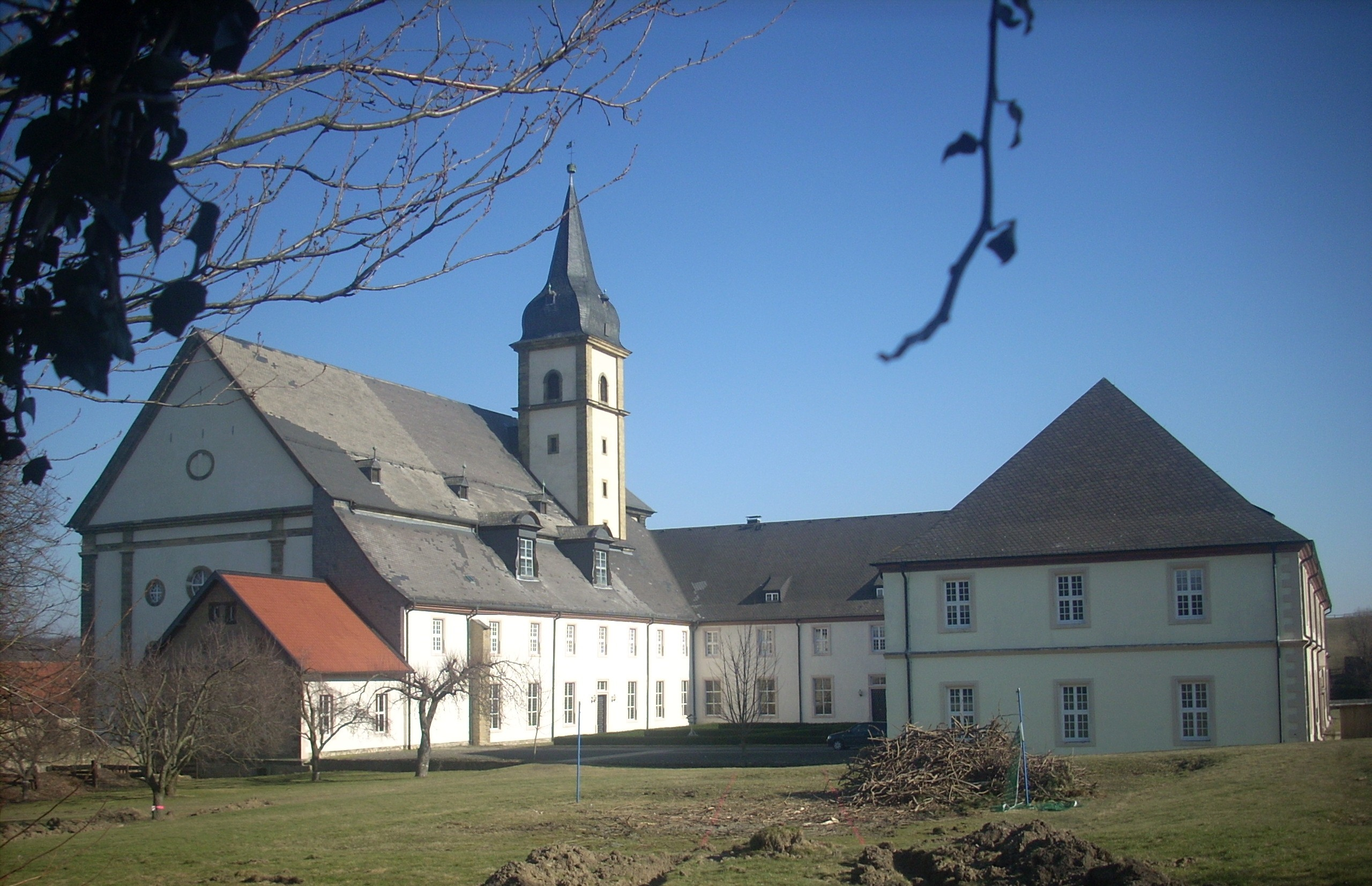
Stiftskirche St. Georg und ehemalige Konventsgebäude

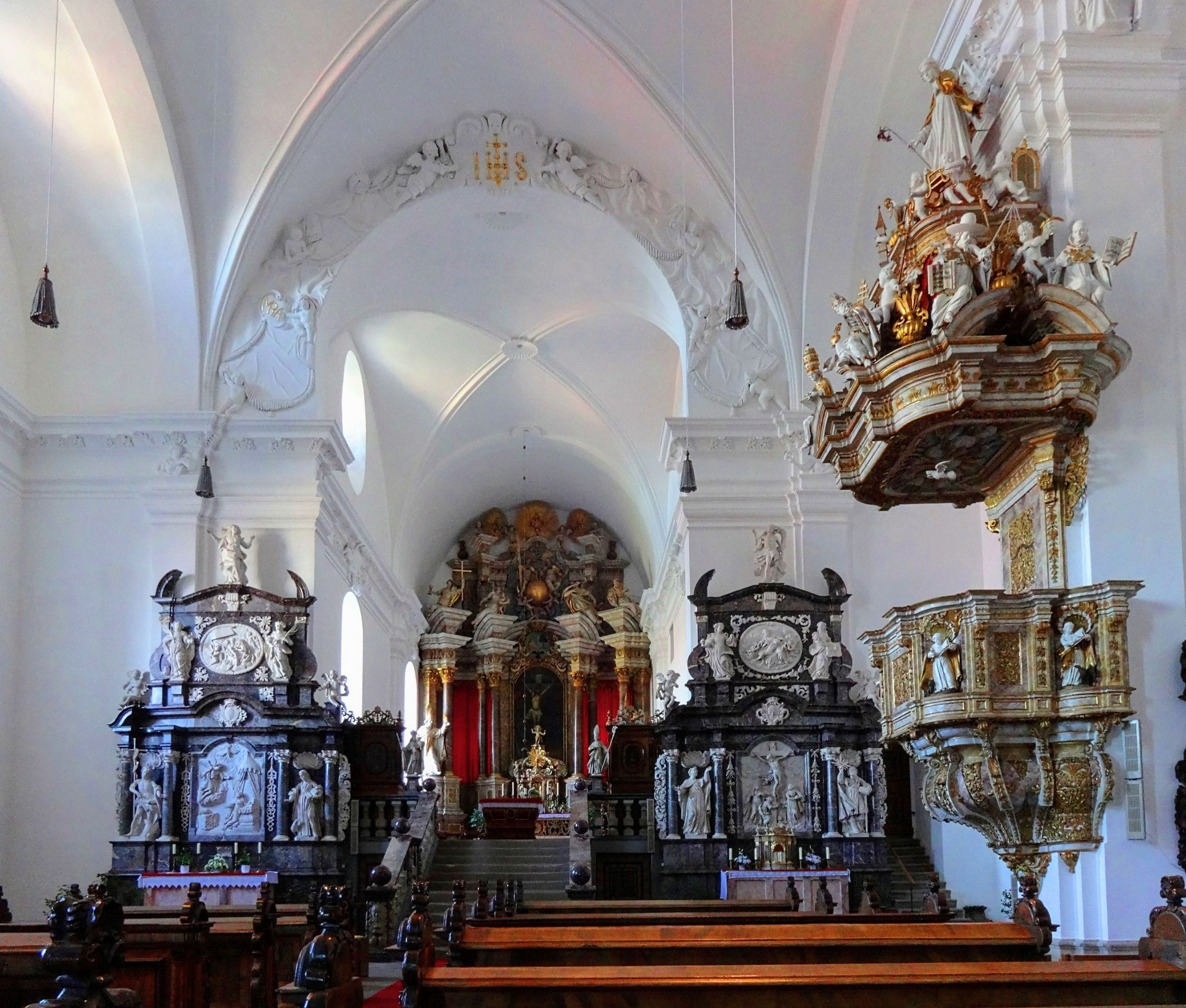
Kircheninneres

Die Stiftskirche St. Georg ist eine bedeutende Barockkirche südöstlich des Goslarer Ortsteils Hahndorf. Sie ist Teil des ehemaligen Augustiner-Chorherren-Stifts St. Georg und wird heute von der Klosterkammer Hannover unterhalten. Kirchlich gehört sie zur katholischen Pfarrei St. Jakobi in Goslar.

## Geschichte
In Grauhof befand sich ein Vorwerk des Stifts auf dem Georgenberg. Als das Goslarer Stift bei den Goslarer Unruhen 1527 zerstört wurde, siedelte der Augustinerkonvent in das Vorwerk über, das in den folgenden Jahrzehnten zum neuen Kloster ausgebaut wurde. 1569 wurde im Herzogtum Braunschweig-Lüneburg die lutherische Reformation durchgeführt, und im Kloster Grauhof wurde eine Lateinschule eingerichtet. 1643, als das Hochstift Hildesheim in den Grenzen von 1519 wiederhergestellt wurde, kam die Klosteranlage unter fürstbischöfliche Herrschaft, wurde rekatholisiert und mit Augustiner-Chorherren der Windesheimer Kongregation besiedelt. Die Kirche wurde zugleich Amtspfarrei für die Katholiken der Umgebung. Ab 1701 entstand das heutige barocke Gebäudeensemble. Die Stiftskirche wurde 1711–1717 nach Plänen des Mailänder Baumeisters Francesco Mitta neu gebaut und in den folgenden Jahrzehnten mit Kunstwerken von hoher Qualität ausgestattet. 1741 erhielt sie unter Leitung von Johann Daniel Köppel den zweistöckigen Anbau an der Ostseite mit Sakristei und Kapelle. Nach der Säkularisation 1803 wurden Gebäude und Ländereien Teil des Hannoverschen Klosterfonds. Die Kirche blieb katholische Pfarrkirche. 2007–2009 wurde aus Mitteln der Klosterkammer eine aufwändige Sanierung durchgeführt.
Sie ist eine Station auf dem Harzer Klosterwanderweg.

## Architektur
Die Georgskirche bildet die nördliche Flanke des Klosterquadrats und überragt mit ihren über 30 Metern Firsthöhe die übrigen Gebäudeteile beträchtlich. Äußerlich stellt sie sich als dreijochige Saalkirche mit Satteldach, eingezogenem Rechteckchor im Osten und quadratischem, spitzhaubengekröntem Turm auf der Südseite dar. Die Wände sind mit farblich abgesetzten Pilastern, Kreis- und Rundbogenfenstern gegliedert. Über dem Portal stehen drei Heiligenstatuen.
Der Innenraum ist mit Wandpfeilern rhythmisiert. Das Bodenniveau des Chors liegt mehrere Meter über dem des Langhauses und wird über eine Treppe mit Marmorgeländern erreicht. Unter dem Chor befindet sich die Krypta.

## Ausstattung

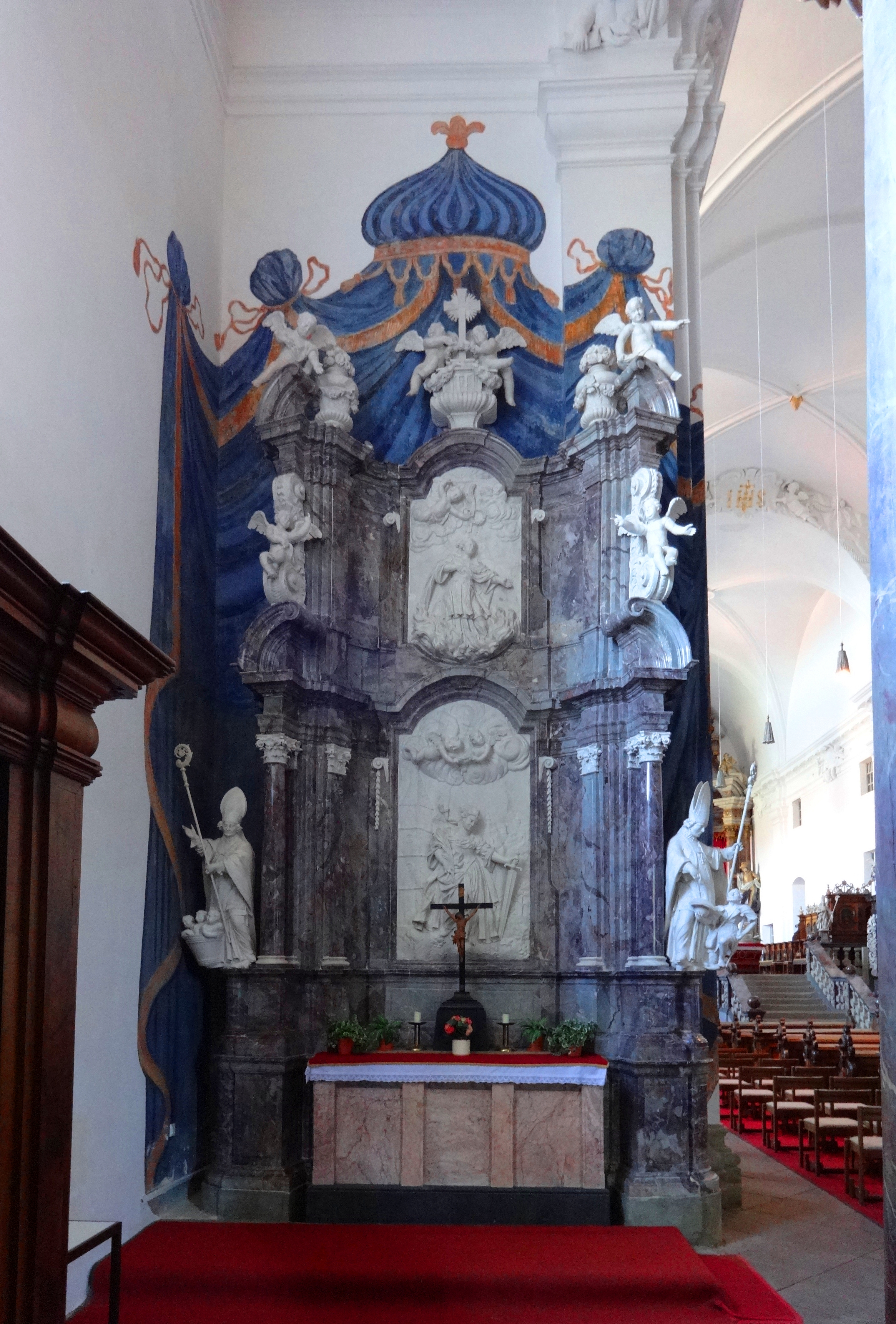
Barbaraaltar beim Kircheneingang

Die spätbarocke Ausstattung der Grauhofer Kirche ist von hoher Qualität. Sie stammt größtenteils von Lorenz Franz Biggen und seiner Werkstatt.

### Stuckaturen
Die weiß gefassten Wände sind mit einem umlaufenden Gebälk gegliedert. Es ist mit Blattwerk, Kartuschen sowie Halbfiguren von Maria und Josef, Aposteln und Engeln stuckiert. Der Chorbogen ist mit einem stilisierten Vorhang, Engeln und dem Christusmonogramm IHS gestaltet.

### Altäre
Der Hochaltar, der die gesamte Chorrückwand füllt, ist eine aufwendige Holzschnitzarbeit mit einem mehrteiligen Architekturrahmen aus Marmorimitat. Das Zentrum über der Mensa und dem Tabernakelaufbau bildet ein Ölgemälde des gekreuzigten Christus, das Johann Heinrich Pickart aus Wolfenbüttel 1794 schuf. In der Gewölbezone darüber ist die göttliche Dreifaltigkeit dargestellt, umgeben von Engeln und allegorischen Figuren. Auf den Außensockeln stehen die Statuen des Kirchenpatrons Georg und des Ordenspatrons Augustinus.
Den Treppenaufgang zum Chor flankieren Statuen des heiligen Heinrich II., der die kaiserlichen Stiftsgründer vertritt, und des heiligen Benno von Meißen, der Kanoniker im Goslarer Georgsstift war. Beidseits des Chorbogens stehen der Verkündigungsaltar (links) und der Kreuzaltar (rechts), beide aus Marmor in Weiß- und Grautönen mit Reliefbildern und Statuen skulptiert. Mit denselben Mitteln sind der Barbara- und der Antoniusaltar links und rechts vom Haupteingang gestaltet. Sie sind zudem von gemalten Draperien umgeben.

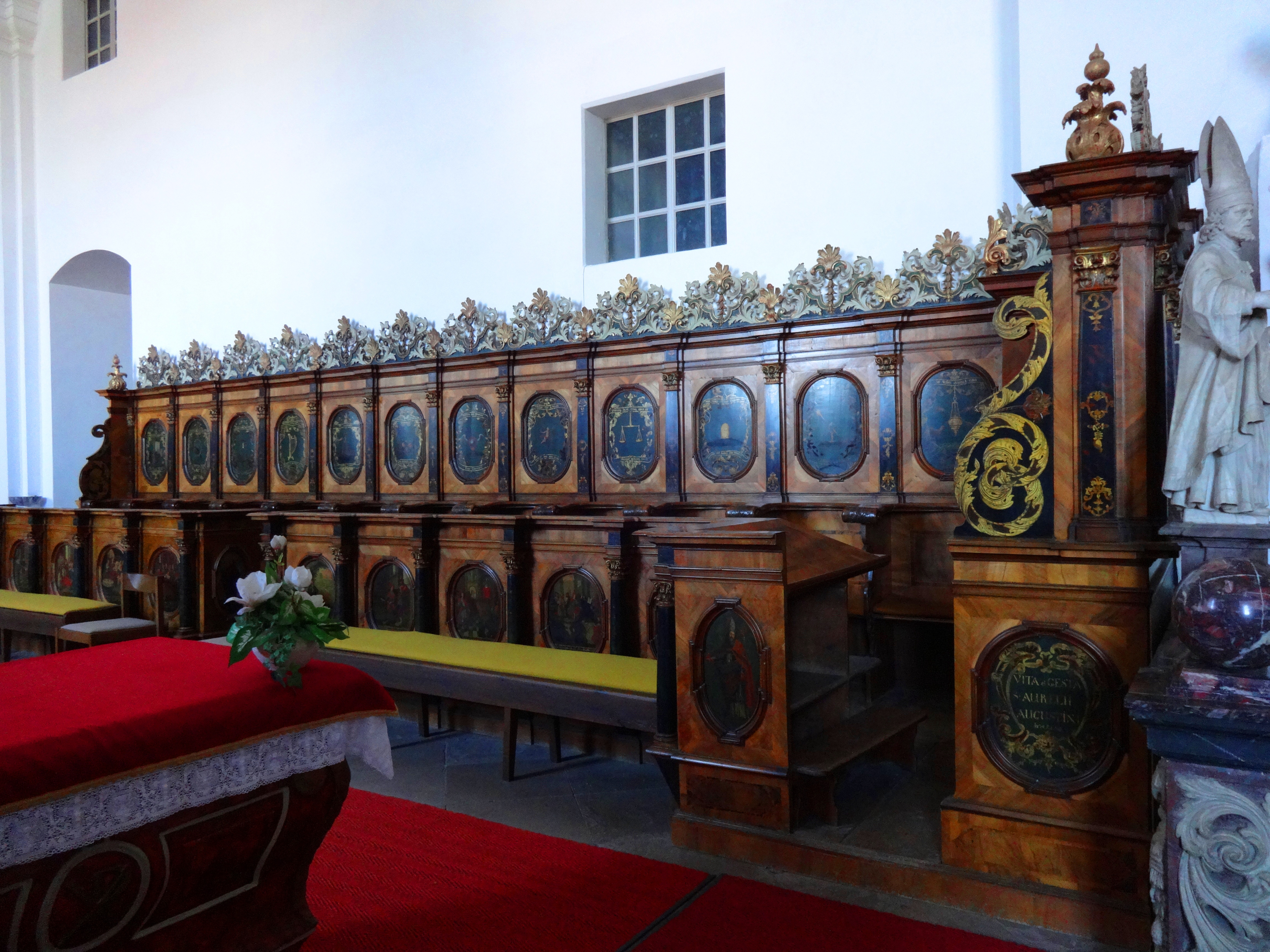
Chorgestühl, Südseite

### Kanzel
Die aus farbig gefasstem und vergoldetem Holz geschnitzte Kanzel von 1721 gilt als ein Meisterwerk Franz Lorenz Biggens. Der überreiche Ornament- und Figurenschmuck gipfelt auf dem zweigeschossigen Schalldeckel.

### Chorgestühl
An der Nord- und Südwand des Chores steht das Chorgestühl mit kostbaren Intarsien und Architekturelementen. Es entstand in den 1720er Jahren in der Werkstatt Biggens.

### Grabmal
Von Biggen selbst aus weißem und grauem Marmor gefertigt und signiert ist das Grabmal des Stiftspropstes und Bauherrn der Kirche Bernhard Goeken (Amtszeit 1690–1726). Es zeigt den Verstorbenen in Lebensgröße, kniend im Gebet zum Hochaltar gewendet, eingebunden in eine hohe, mit Putten, Draperien und einer Gedenkinschrift versehene Ädikula.

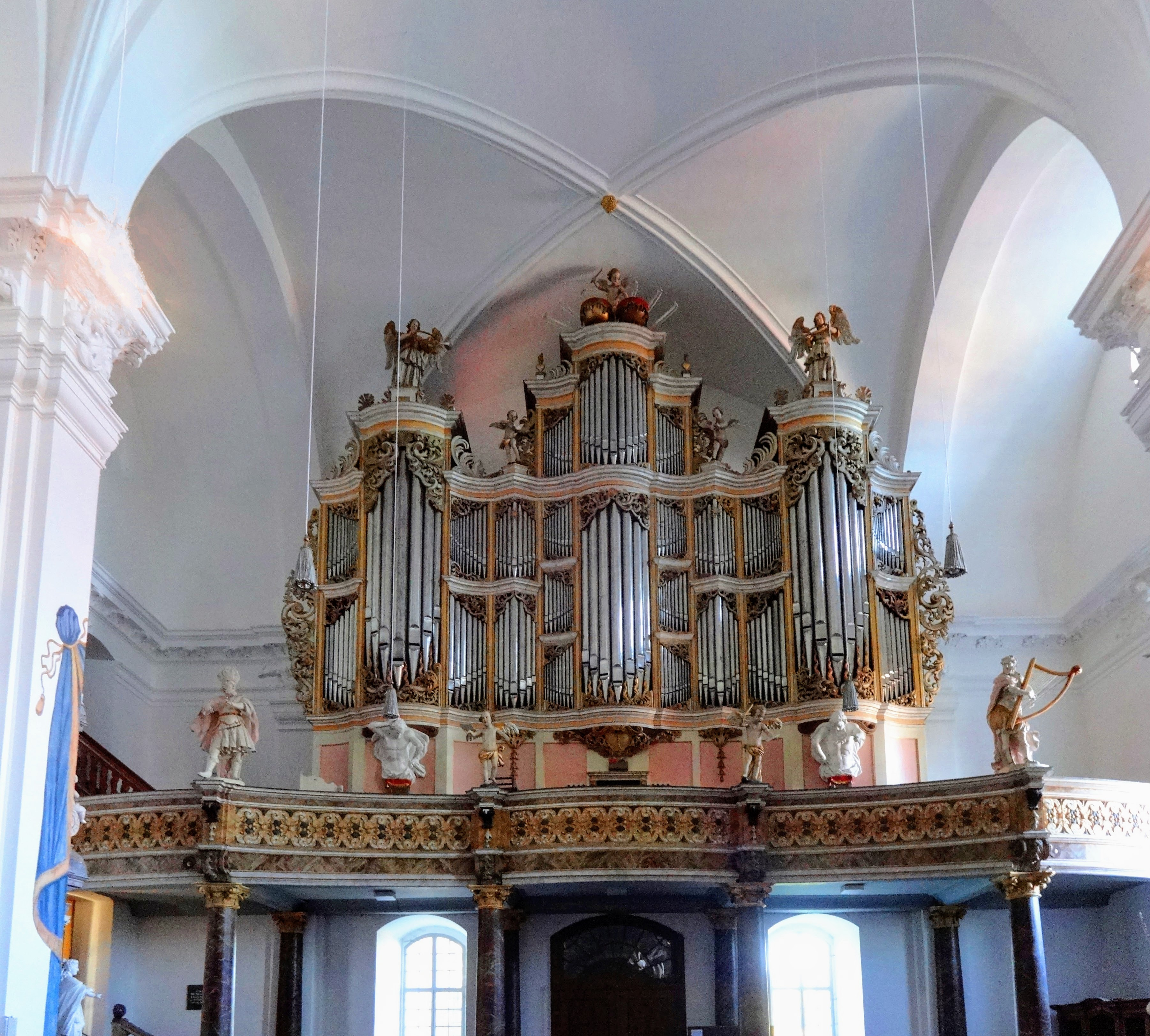
Treutmann-Orgel von 1737

### Orgel
Besondere Bedeutung hat die Orgel, die 1734–1737 von Christoph Treutmann d. Ä. geschaffen, mehrmals umgestaltet wurde und dem Originalzustand nach einer umfangreichen Restaurierung durch die Firma Gebrüder Hillebrand in den Jahren 1989 bis 1992 optisch und klanglich wieder nahekommt. Ein vom Erfurter Meister Buttstadt an Treutmann geliefertes Glockenspiel ist 1848 als Folge des damaligen Zeitgeschmacks entfernt und eingelagert worden. Die originalen Glocken sind verschollen und wurden rekonstruiert. Fa. Hillebrand baute es nach 1992 ein. Die Orgel umfasst 42 Register auf drei Manualen und Pedal. Von diesen sind 35 original von Treutmann und komplett erhalten; die restlichen Stimmen waren noch teilweise vorhanden und wurden komplettiert, oder gänzlich neu gebaut. Als Konzertinstrument erklingt sie z. B. beim alljährlichen „Grauhofer Orgelsommer“. Die Orgel enthält Streicher, wie Johann Sebastian Bach sie in den Orgeln seiner Heimat Thüringen vorfand. Zahlreiche Organisten, die ein Instrument zur Darstellung eines Orgelklanges aus Bachs Wirkungszeit und zur authentischen Wiedergabe seiner Musik suchen, kommen deshalb nach Grauhof.
| I Hinterwerck CD–c3 |               |       |
| 1.                  | Gedackt       | 8′    |
| 2.                  | Quintadena    | 8′    |
| 3.                  | Principal     | 4′    |
| 4.                  | Flöte Travers | 4′    |
| 5.                  | Octava        | 2′    |
| 6.                  | Waldflöte     | 2′    |
| 7.                  | Quinta        | 1 ⁄2′ |
| 8.                  | Scharff III   |       |
| 9.                  | Hautbois      | 8′    |

| II Hauptwerck CD–c3 |                     |     |
| 10.                 | Principal           | 16′ |
| 11.                 | Viola di Gambe      | 16′ |
| 12.                 | Lieblich Prinicipal | 8′  |
| 13.                 | Spitzflöte          | 8′  |
| 14.                 | Viola di Gambe      | 8′  |
| 15.                 | Quinta              | 6′  |
| 16.                 | Octava              | 4′  |
| 17.                 | Nassat              | 3′  |
| 18.                 | Rauschpfeiffe III   |     |
| 19.                 | Mixtur IV–VI        |     |
| 20.                 | Trommet             | 16′ |
| 21.                 | Trommet             | 8′  |

| III Oberwerck CD–c3 |                 |     |
| 22.                 | Principal       | 8′  |
| 23.                 | Rohrflöte       | 8′  |
| 24.                 | Octava          | 4′  |
| 25.                 | Spitzflöte      | 4′  |
| 26.                 | Quinta          | 3′  |
| 27.                 | Superoctava     | 2′  |
| 28.                 | Sesquialtera II |     |
| 29.                 | Mixtur V        |     |
| 30.                 | Fagott          | 16′ |
| 31.                 | Vox humana      | 8′  |

| Pedalwerck C,D–d1 |                   |     |
| 32.               | Principal         | 16′ |
| 33.               | Soubbas           | 16′ |
| 34.               | Rohrflöte         | 12′ |
| 35.               | Octava            | 8′  |
| 36.               | Flachflöte        | 8′  |
| 37.               | Superoctava       | 4′  |
| 38.               | Mixtur IV         |     |
| 39.               | Groß Posaunen Baß | 32′ |
| 40.               | Posaune           | 16′ |
| 41.               | Trommet           | 8′  |
| 42.               | Schalmey          | 4′  |

- Koppeln: Schiebekoppel III/II, Koppelzug I/II
- Spielhilfen: Tremulant für das ganze Werk, drei Sperrventile, zwei Zimbelsterne, Glockenspiel
- Winddruck: 72 mmWS
- Stimmung: wohltemperiert, ca. 5⁄8 Ton über a1 = 440 Hz

## Chronogramme
An den Klostergebäuden sind drei lateinische Chronogramme angebracht, von denen die beiden älteren unter den Portaltympana des Konventsgebäudes zugleich binnengereimte Verspaare sind. Die Inschrift über dem Ostportal mahnt in Form eines Distichons die Bewohner zur Einigkeit, der Denkspruch über dem Südeingang erinnert in zwei Distichen an die Zerstörung des Goslarer Georgsstifts und seine Wiedererrichtung in Grauhof. An der Ostwand der Kirche nimmt ein Widmungsspruch an den heiligen Georg Bezug auf eine Bauerweiterung.

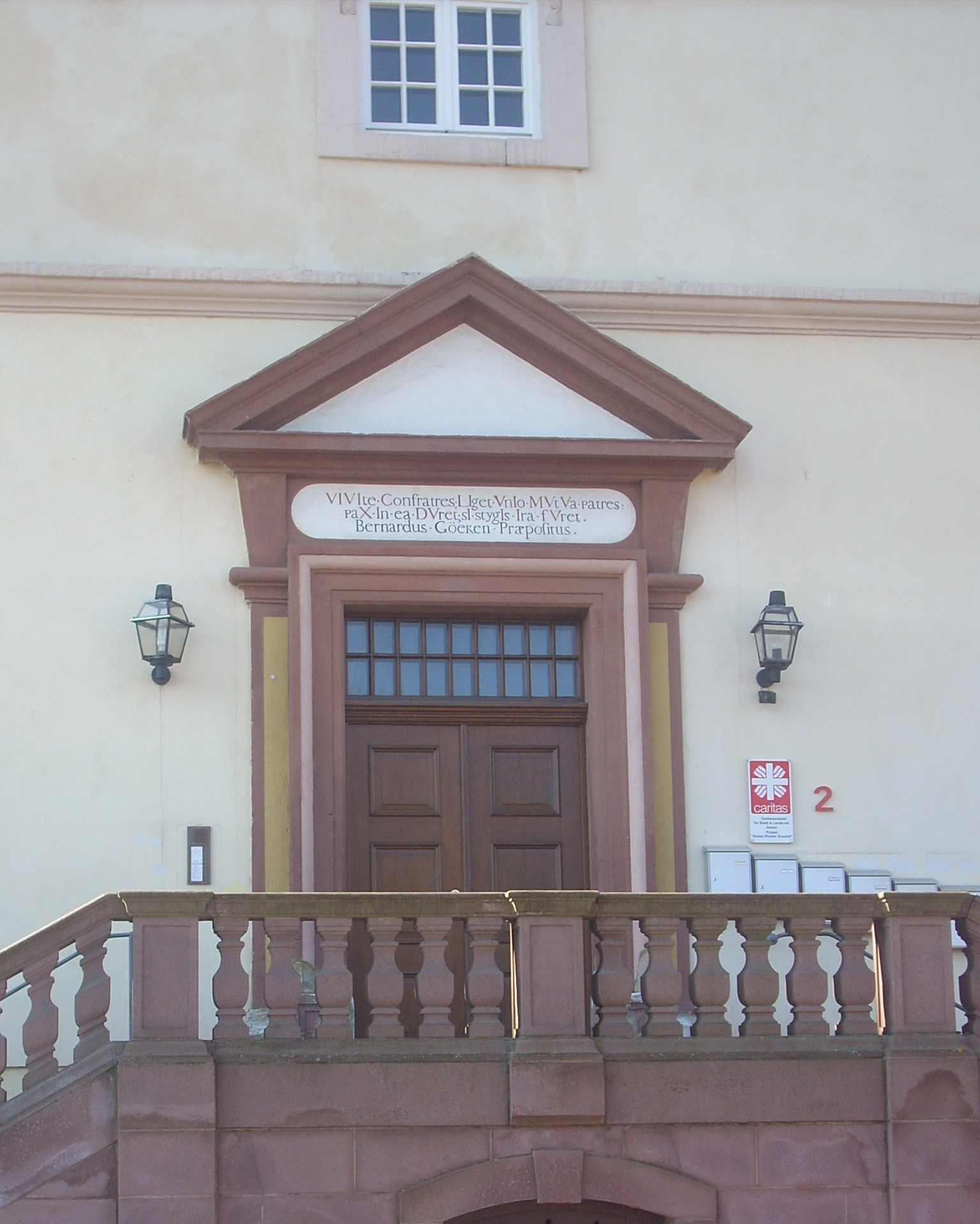
VIVITE CONFRATRES; LIGET VNIO MVTVA PATRES: PAX IN EA DVRET; SI STYGIS IRA FVRET. (1703) Bernardus Göeken Praepositus. „Lebt als Mitbrüder; wechselseitige Einigung verbinde die Väter: der Friede sei in ihr von Dauer, wenn die Wut der Hölle tobt. Bernhard Goeken, Propst.“
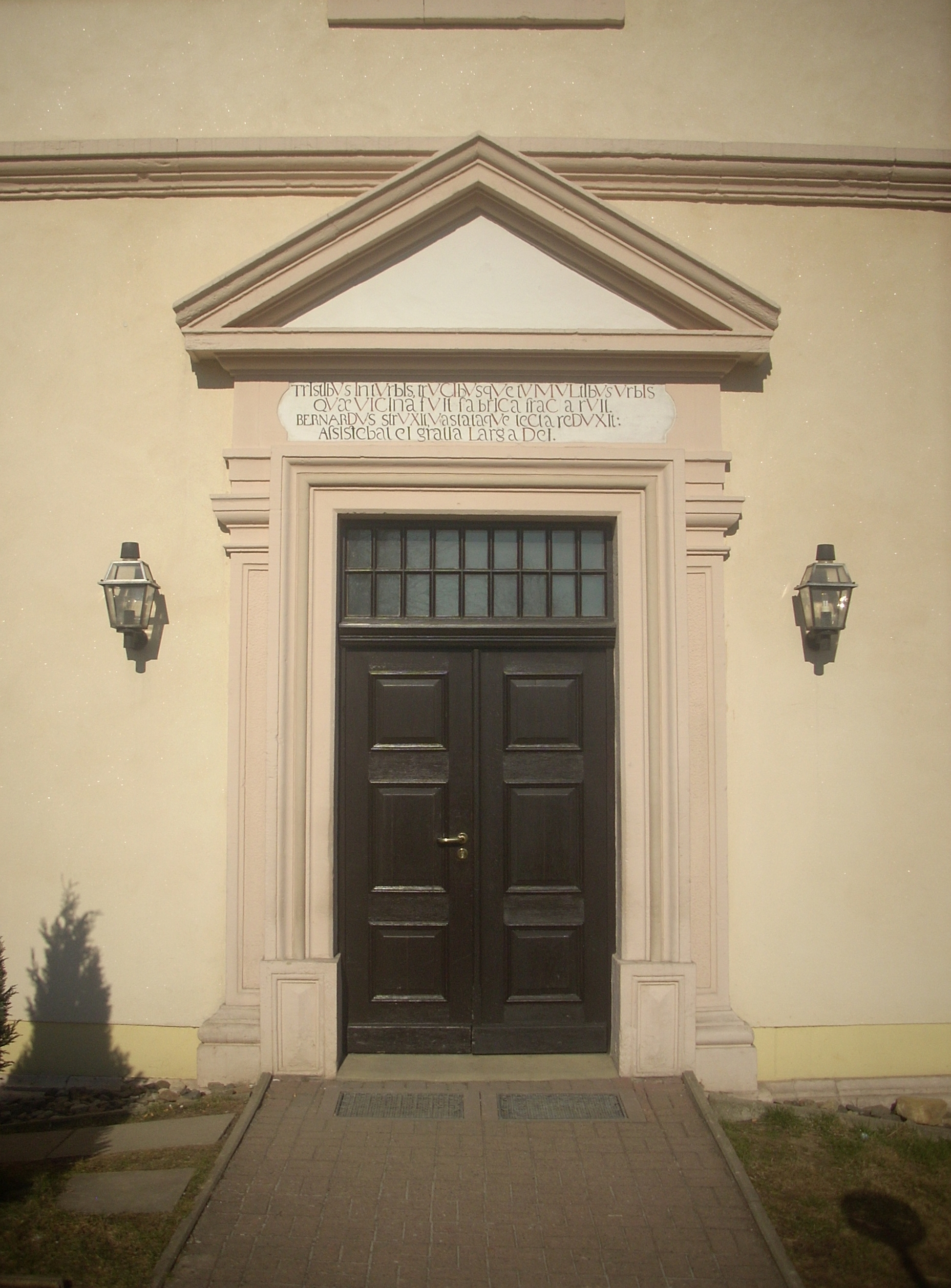
TRISTIBVS IN TVRBIS, TRVCIBVSQVE TVMVLTIBVS VRBIS QVAE VICINA FVIt FABRICA FRACTA RVIT. (1527) BERNARDVS STRVXIT, VASTATAQVE TECTA REDVXIT: ASSISTEBAT EI GRATIA LARGA DEI. (1701) „In traurigen Unruhen und wilden Tumulten der Stadt, die benachbart war, sank der Bau zerbrochen in Trümmer. Bernhard baute und führte die zerstörten Dächer wieder auf. Beistand gewährte ihm die reiche Gnade Gottes.“
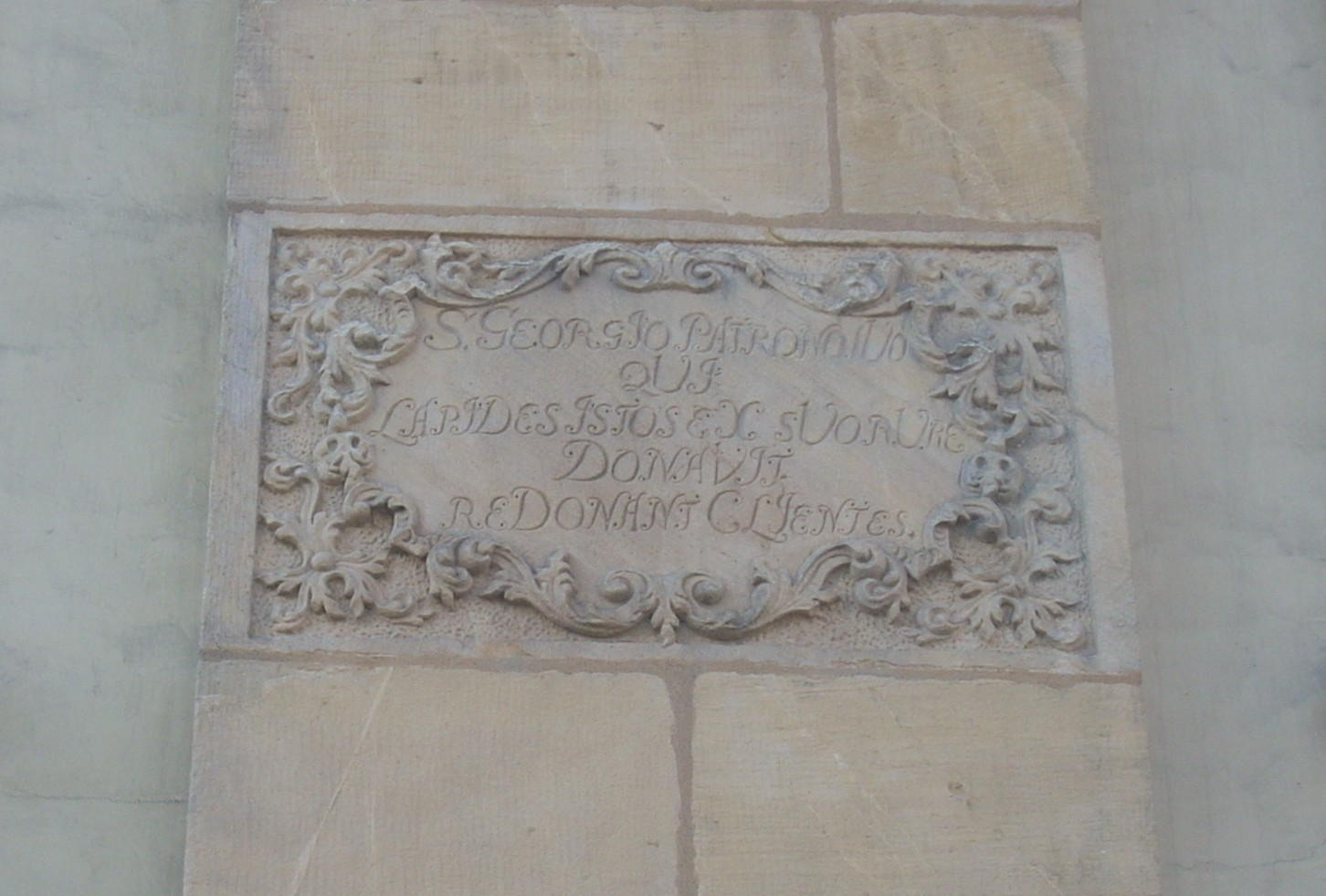
S. GEORGIO PATRONO SVO QVI LAPIDES ISTOS EX SVO RVRE DONAVIT REDONANT CLIENTES (1741) „Dem heiligen Georg, ihrem Patron, der diese Steine aus seinem Landgebiet schenkte, erstatten die Schutzbefohlenen sie zurück.“

- VIVITE CONFRATRES;
LIGET VNIO MVTVA PATRES:
PAX IN EA DVRET;
SI STYGIS IRA FVRET.[5]
(1703)
Bernardus Göeken Praepositus.
„Lebt als Mitbrüder; wechselseitige Einigung verbinde die Väter: der Friede sei in ihr von Dauer, wenn die Wut der Hölle tobt.
Bernhard Goeken, Propst.“[6]
- TRISTIBVS IN TVRBIS,
TRVCIBVSQVE TVMVLTIBVS VRBIS
QVAE VICINA FVIt
FABRICA FRACTA RVIT.[7]
(1527)
BERNARDVS STRVXIT,
VASTATAQVE TECTA REDVXIT:
ASSISTEBAT EI
GRATIA LARGA DEI.[8]
(1701)
„In traurigen Unruhen und wilden Tumulten der Stadt, die benachbart war, sank der Bau zerbrochen in Trümmer.
Bernhard baute und führte die zerstörten Dächer wieder auf. Beistand gewährte ihm die reiche Gnade Gottes.“[6]
- S. GEORGIO PATRONO SVO
QVI
LAPIDES ISTOS EX SVO RVRE
DONAVIT
REDONANT CLIENTES
(1741)
„Dem heiligen Georg, ihrem Patron, der diese Steine aus seinem Landgebiet[9] schenkte, erstatten die Schutzbefohlenen sie zurück.“[6]

## Tonträger
- Matthias Eisenberg an der Christoph-Treutmann-Orgel vor und nach der Restaurierung in der Stiftskirche St. Georg zu Grauhof. Label: ram (Aufnahmen von 1987 und 1993)
- Mami Nagata – Treutmann-Orgel von 1737 in der ehemaligen Stiftskirche St. Georg zu Grauhof. Organum Classics OGM 181013 (2018)